# Parc Sohmer
Le parc Sohmer de Montréal, a été, de 1889 à 1919, un parc d'attractions très fréquenté par le public montréalais. Il est considéré comme étant l'un des premiers parc du genre à Montréal.

## Histoire
Le parc Sohmer est fondé en 1889 par Ernest Lavigne, musicien et compositeur montréalais, et son associé Louis-Joseph Lajoie, comptable,. Les deux associés acquierent le terrain situé entre les anciennes rues Water et de Salaberry et les rues Notre-Dame et Panet, dans le secteur est de la ville de Montréal. Il est considéré comme le deuxième parc d'attractions à Montréal, après l'éphémère Vauxhall (1781 à 1788) sur l'actuelle côte du Beaver Hall. Fort des succès et de la notoriété qu'il a récolté grâce aux concerts extérieurs qu'il offrait aux jardins Viger avec son ensemble la Bande de la cité, c'est Ernest Lavigne, qui est l'instigateur de ce projet. Il reproduit, d'une certaine façon, le concept des cafés-concerts qu'il a découvert lorsqu'il était en Europe.
Lavigne s'inspire de la marque de piano Sohmer pour nommer le parc - il distribue d'ailleurs les instruments Sohmer dans sa boutique d'instruments à Montréal . Bien que la raison derrière l'adoption de ce nom soit inconnue, certains supposent que les facteurs de pianos Sohmer auraient commandité le parc à ses débuts. Le parc est inauguré le 1er juin 1889 par un concert de musique classique qui aurait attiré plus de 3 500 personnes,. En 1893, la vogue du parc Sohmer est bientôt si grande qu'un pavillon est érigé afin que les activités puissent se poursuivre l'hiver. Ce dernier, composé d'une scène et d'une fosse, peut accueillir jusqu'à 7 000 personnes,.
Ouvert tous les jours, le parc Sohmer est destiné au grand public, toutes classes confondues, et offre des divertissements abordables. Le dimanche, diverses attractions sont offertes incluant du vaudeville, du cirque et des concerts. L'ensemble régulier était la Bande de la Cité composée de nombreux instrumentistes qu'Ernest Lavigne avait fait venir d'Europe, surtout de d'Italie et de Belgique (dont les violonistes virtuoses Jean-Julien Clossey et Joseph-Jean Goulet)ayant l'intention de faire de cet ensemble un orchestre symphonique. 
Durant ses années d'activité, le parc Sohmer est visé par Mrg Fabre dans quelques-unes de ses lettres pastorales. Ce dernier soutient que les divertissements, plus particulièrement les spectacles lyriques, sont néfastes, voire dangereux, et qu'ils sont en quelque sorte une personnification du démon. Malgré les efforts du clergé voulant décourager la population de fréquenter le parc Sohmer, ce dernier demeure un endroit de prédilection.

### Incendie et fermeture du parc
Le 24 mars 1919, un incendie détruit entièrement le pavillon et plusieurs installations majeures, dont le restaurant, le pavillon et les kiosques. Les pertes sont évaluées à plus de 100 000 dollars. Dès le lendemain de l'incendie, les instances affirment que le parc sera reconstruit rapidement et que la programmation de la saison d'été 1919 ne sera annulée, quitte à offrir les représentations en plein air. L'incendie amena finalement la fermeture permanente du parc, car l’assurance ne pouvait pas couvrir le coût de reconstruction. Aujourd'hui, l'espace est toujours occupé par les édifices de cette brasserie

#### Terrain de jeu
Le parc, abandonné, fut saisi par la Ville pour défaut de paiement de taxes, et fut transformé en terrain de jeu puis nommé parc Campbell’s.

#### Disparition et déménagement
En 1967, la brasserie Molson prit de l’expansion, acquit de la ville le terrain du parc et y construit sur le site du parc un entrepôt. En échange, Molson aménagea un nouveau parc Campbell à proximité, sur la rue Alexandre DeSève, entre les rues Sainte-Catherine et Sainte-Rose, et en fit don à la ville.

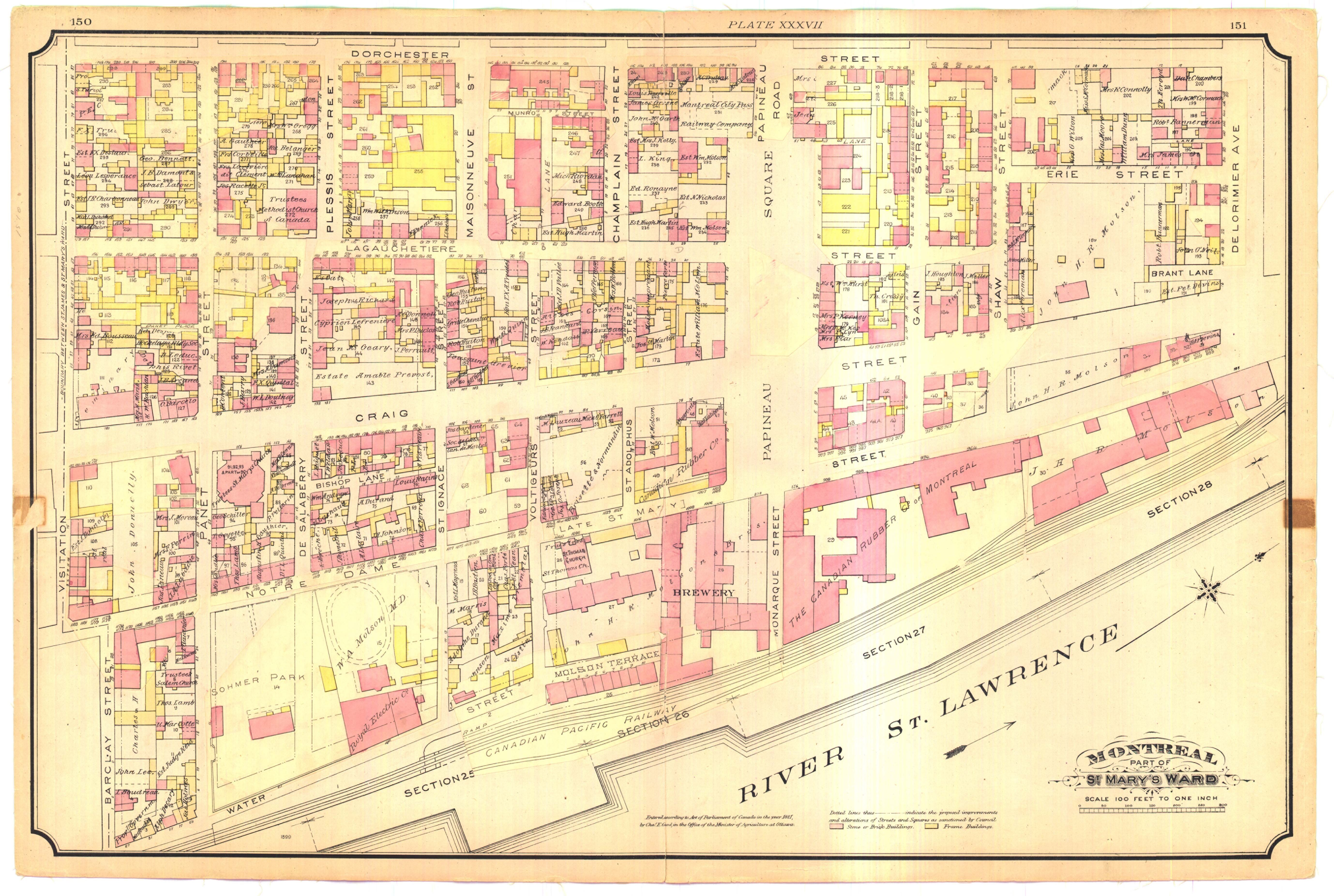
Atlas, 1890, en bas à gauche
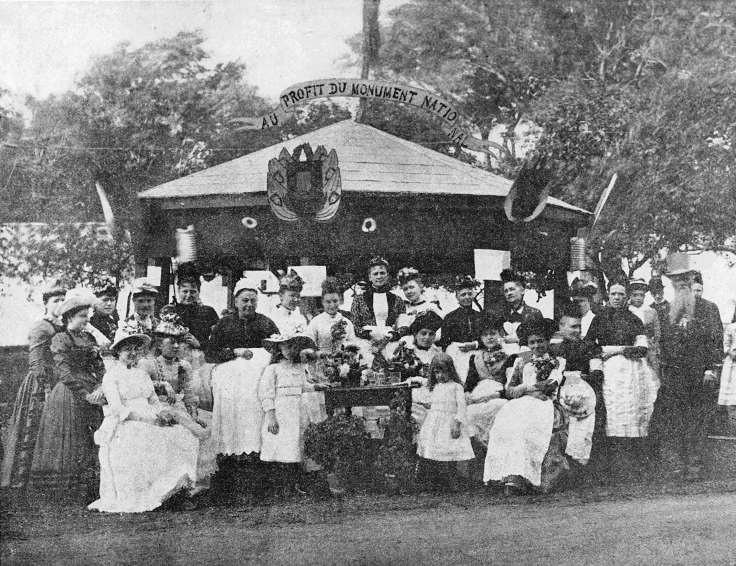
Tombola au parc Sohmer
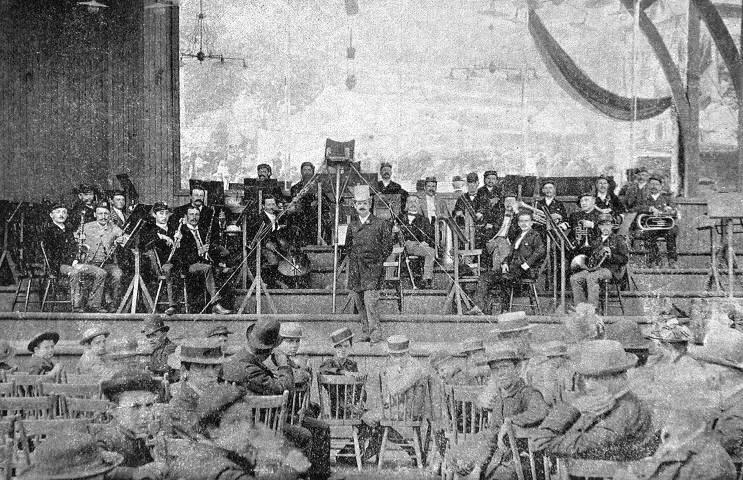
M. Lavigne et son orchestre

#### Renouveau
En 2019, à la suite du déménagement de la brasserie Molson, la Ville de Montréal a acquis des terrains sur le complexe de la brasserie pour notamment y aménager un parc sur l’emplacement du parc Sohmer.

## Attractions
Les attraits du parc Sohmer sont multiples en passant par des concerts, des marches militaires, des chants d'opérettes, des joutes de lutte, entre autres. Le parc propose également un jardin zoologique et un carrousel. Préparée par Ernest Lavigne, la programmation du Parc Sohmer permet d'accueillir bon nombre d'artistes étrangers dont des chanteurs d'opéra, des équilibristes du Cirque d'été de Paris et du Cristal Palace de Londres, sans toutefois négliger de mettre en valeur les artistes locaux. Par ailleurs, les représentations offertes par des danseurs de gigue, Canadiens français pour la plupart, sont fort populaires.

### Musique
La scène musicale du parc est réputée pour ses nombreux concerts. Quotidiennement, Ernest Lavigne et son orchestre attitré du parc Sohmer initient le public à divers styles musicaux en présentant, entre autres, des opéras, des opérettes, des concerts instrumentaux et des ballets,. Dès 1893, Lavigne et son associé désirent offrir une saison de musique lyrique en créant une troupe professionnelle d'opéra français. Ce projet ne se concrétise toutefois pas. Pour ses représentations artistiques, le parc produit des décors et costumes. Par ailleurs, pendant un certain temps, Joseph Ponton est le costumier attitré du Parc. Le public peut également entendre des chansonniers français, par exemple Lucien Boyer et Léon May.

### Athlétisme et lutte
Durant les années d'activités, la parc accueille également des hommes et des femmes fortes, dont Flossie Lablanche, en 1889, et Louis Cyr,. À propos de l'athlétisme, au début des années 1900, Montréal rivalise avec les grandes villes d'Amérique telles New York, Chicago et Buffalo. Le Parc Sohmer participe à cette notoriété en accueillant de nombreux lutteurs. Le 8 mai 1905, il est d'ailleurs l'hôte d'un combat important opposant George Hackenschmidt, alors le champion du monde des poids lourds, et le lutteur Émile Maupas. Cet événement attire un auditoire composé de plus de 6 000 personnes dans le pavillon du parc. D'une manière similaire, le 27 mai 1914, le combat du championnat des poids lourds opposant Stanilas Zybsko et Raoul de Rouen se déroule devant une foule de plus de 8 000 personnes.

### Cinéma
Durant l'été 1897, le Parc Sohmer propose un nouveau divertissement, soit la projection de film au kiosque Le Radioscope. Très novateur, des films en couleur, des «vues coloriées », y sont présentés dès la même année. Jusqu'en 1915, la projection de films est assurée en continu par différents exploitants, dont Léo-Ernest Ouimet,. Étant l'un des premiers endroits à offrir des projections récurrentes et à attirer un public important, le parc Sohmer est considéré comme un joueur important dans l'implantation du cinéma au Québec.